# Mallota albipilis
Mallota albipilis är en tvåvingeart som beskrevs av Snow 1895. Mallota albipilis ingår i släktet hålblomflugor, och familjen blomflugor. Inga underarter finns listade i Catalogue of Life.